# Henry Cursham
Henry « Harry » Cursham (27 novembre 1859 — 6 août 1941) était un joueur de football et de cricket anglais. Né à Wilford (Nottinghamshire), il a joué pour Notts County, et comme joueur de first-class pour Nottinghamshire. Il est mort à Holme Pierrepont.

## Records
Henry « Harry » Cursham est le meilleur buteur de la Coupe d'Angleterre de football et détient le record depuis 1887 avec 49 buts. Le joueur qui s'en est approché le plus est Ian Rush qui a inscrit son 44e et dernier but dans la compétition en 1998. 
Cursham détient le record d'apparitions en Coupe d'Angleterre avec Notts County avec 43 matchs joués. 